# Sutonocrea chiriquica
Sutonocrea chiriquica är en fjärilsart som beskrevs av Embrik Strand 1919. Sutonocrea chiriquica ingår i släktet Sutonocrea och familjen björnspinnare. Inga underarter finns listade i Catalogue of Life.